# Vid
Víd je čut za zaznavanje svetlobe in njeno interpretacijo (»gledanje«). Čutilo za vid je oko. Pri tem ločimo fizično zaznavanje svetlobe, ki ga opravlja oko skupaj s čutnimi celicami paličicami in čepki ter interpretacijo zaznane svetlobe, ki se dogaja v možganih. Po nekaterih informacijah naj bi človek preko vida dobil 80 % vseh informacij iz okolja. 

## Paličice in čepki
V mrežnici, ki pokriva približno 70 % notranje strani očesne stene, se nahajajo čutne celice za svetlobo. Delimo jih na čepke, ki zaznavajo barve, in na paličice, ki se odzivajo na svetlobo katerekoli valovne dolžine. Paličic je v očesu okoli 10 milijonov, medtem ko je čepkov manj – 6 do 7 milijonov. Loči jih tudi senzorični prag, saj lahko paličice zaznajo veliko manjšo količino vpadne svetlobe kot čepki – zato ob majhnih svetlostih slabo zaznavamo barve. Čepkov je največ na delu mrežnice, ki se imenuje rumena pega in se nahaja točno nasproti očesne leče. Tukaj zaznavamo barve svetlobe najbolje, saj se sem preslika točka, kamor smo usmerili pogled. Ob straneh rumene pege se koncentracija čepkov zmanjšuje na račun koncentracije paličic. Pod rumeno pego se nahaja stičišče vidnega živca in mrežnice – to je mesto, kjer čutnih celic ni in posledično vpadne svetlobe tukaj ne zaznamo.

## Zaznavanje barv
Za razumevanje človeškega zaznavanja svetlobe se je treba poglobiti v delovanje čepnic in paličnic. Čepki so celice, ki reagirajo na različne valovne dolžine svetlobe, reagirajo torej na barve. Čepke delimo na rdeče, zelene in modre, torej glede na barvo, ki jo zaznavajo. Področja občutljivosti se močno prekrivajo, a imajo ločene vrhove. Ob vzburjenju pošiljajo čepki signale po vidnem živcu, ki so sorazmerni produktu jakosti in relativne občutljivosti čepka na valovno dolžino svetlobe. Možgani nato združijo signale iz vseh vzburjenih čepkov in jih interpretirajo kot barvo. 
Bela svetloba, ki vsebuje vse valovne dolžine vidnega dela spektra, posledično vzburja vse tri vrste čepnic, kar možgani interpretirajo kot belo barvo svetlobe. Vtis bele svetlobe lahko dosežemo tudi s kombinacijo samo dveh ali treh spektralnih črt, ki vzburjajo vse tri vrste čepkov in jih možgani torej interpretirajo kot belo svetlobo. Svetloba s tremi spektralnimi črtami v modrem, zelenem in rdečem delu spektra je seveda najočitnejša kombinacija. Isti učinek bele svetlobe pri zelo majhnem deležu celotnega spektra pa dosežemo tudi z modro in rumeno svetlobo. To lastnost človeškega vida izkorišča mnogo svetlobnih virov, kot npr. fluorescentne sijalke in bele svetleče diode.

## Spektralna občutljivost očesa
Če se seštejejo spektralne občutljivosti vseh treh vrst čepkov, se dobi krivuljo spektralne občutljivosti očesa. Razlikuje se skotopski in fotopski, oziroma nočni in dnevni vid. Vrhove valovnih dolžin podaja Wienov zakon. Vrh fotopske krivulje se nahaja pri 555 nm, kar je rumenozelenkasta svetloba. Pri nočnem vidu se krivulja pomakne proti manjšim valovnim dolžinam in znaša 507 nm. Pri razsvetljavi, kjer se stremi k osvetljenosti primerljivi z dnevno, se prilagaja predvsem fotopski krivulji. Ta krivulja je tudi razlog za uvedbo posebnih enot v fotometriji.